# Condado de Dallas (Iowa)
El condado de Dallas (en inglés: Dallas County, Iowa), fundado en 1846, es uno de los 99 condados del estado estadounidense de Iowa. En el año 2000 tenía una población de 40 750 habitantes con una densidad poblacional de 27 personas por km². La sede del condado es Adel.

## Historia
El Condado de Dallas, fue formado en 1846. 

## Geografía
Según la Oficina del Censo, el condado tiene un área total de 1533 km² (591,9 mi²), de la cual 1519 km² (586,5 mi²) es tierra y 14 km² (5,4 mi²) es agua.

### Condados adyacentes
- Condado de Boone norte
- Condado de Polk este
- Condado de Madison sur
- Condado de Guthrie oeste
- Condado de Greene noroeste

## Demografía
En el 2000 la renta per cápita promedia del condado era de $48 528, y el ingreso promedio para una familia era de $58 293. El ingreso per cápita para el condado era de $22 970. En 2000 los hombres tenían un ingreso per cápita de $37 243 contra $27 026 para las mujeres. Alrededor del 5.60% de la población estaba bajo el umbral de pobreza nacional.
| 1900   | 1910   | 1920   | 1930   | 1940   | 1950   | 1960   | 1970   | 1980   | 1990   | 2000   | Est.2006 |
| ------ | ------ | ------ | ------ | ------ | ------ | ------ | ------ | ------ | ------ | ------ | -------- |
| 23 058 | 23 628 | 25 120 | 25 493 | 24 649 | 23 661 | 24 123 | 26 085 | 29 513 | 29 755 | 40 750 | 54 525   |

## Lugares

### Ciudades
- Adel
- Bouton
- Clive
- Dallas Center
- Dawson
- De Soto
- Dexter
- Granger
- Grimes
- Linden
- Minburn
- Perry
- Redfield
- Urbandale
- Van Meter
- Waukee
- West Des Moines
- Woodward

### Comunidades no incorporadas
- Booneville

### Principales carreteras
| - Interestatal 80 - U.S. Highway 6 - U.S. Highway 169 - Carretera de Iowa 17 | - Carretera de Iowa 44 - Carretera de Iowa 141 - Carretera de Iowa 144 - Carretera de Iowa 210 |